# Stenocercus scapularis
Stenocercus scapularis — вид ігуаноподібних ящірок родини Tropiduridae. Ендемік Перу.

## Поширення і екологія
Stenocercus scapularis мешкають на східних схилах Перуанських Анд, від Паско до Пуно. Вони живуть у вологих гірських тропічних лісах, на висоті від 1000 до 1800 м над рівнем моря.